# Michel Robidoux
Pour les articles homonymes, voir Robidoux.
Michel Robidoux, né le 10 juillet 1943 à East Angus et mort le 31 octobre 2021 à Bromont,, est un musicien québécois.

## Biographie
Michel Robidoux est le fils de Fernand Robidoux, premier interprète à enregistrer des chansons originales québécoises, et de la comédienne et musicienne Jeanne Couët.

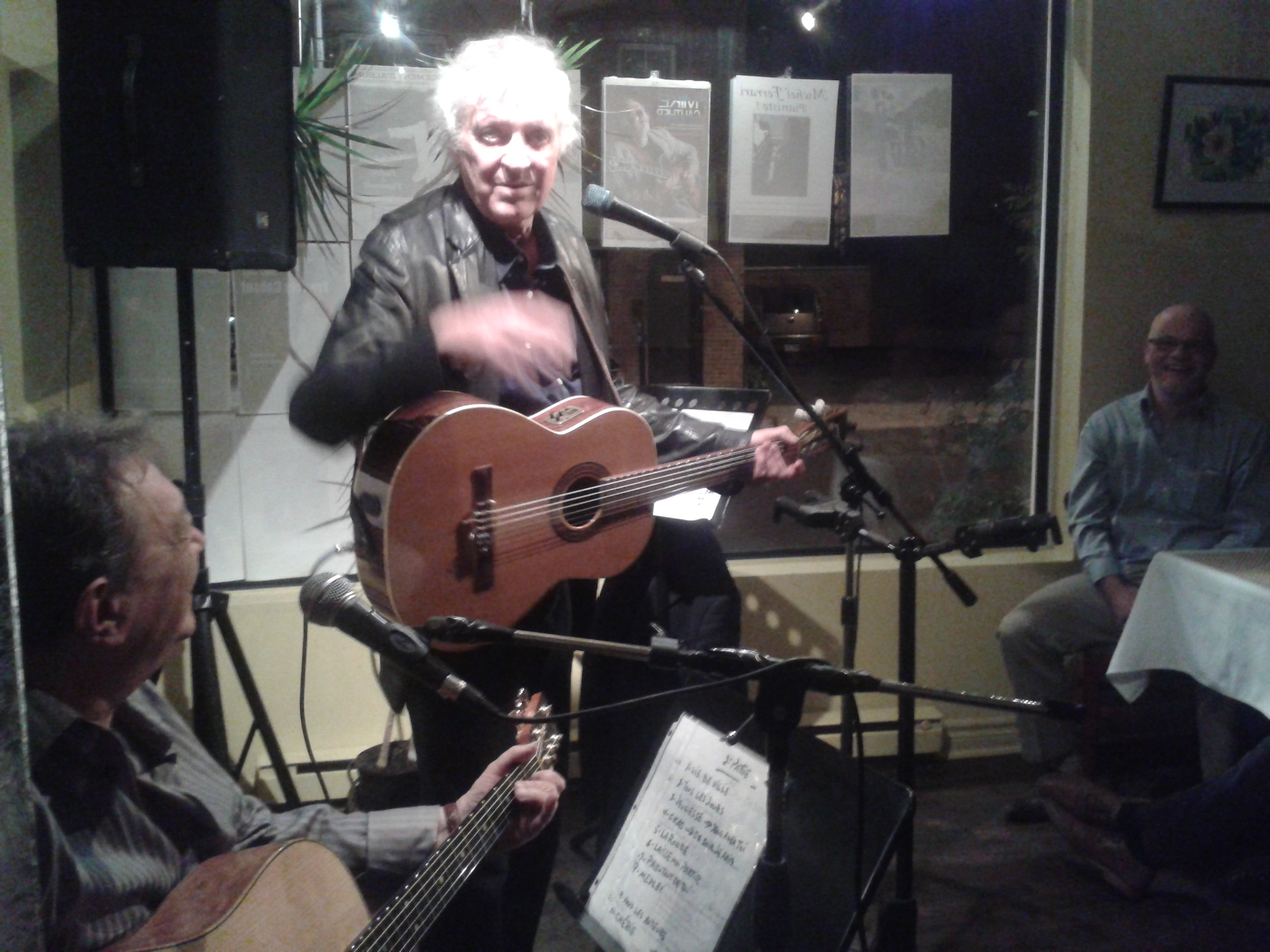
Pierre Létourneau et Michel Robidoux (à gauche) en 2016.

Michel Robidoux apprend à jouer de plusieurs instruments de musique et devient musicien pour L'Ostidshow, aux côtés des Robert Charlebois, Yvon Deschamps, Louise Forestier et Mouffe. Il compose ensuite la musique des chansons de l'album Jaune de Jean-Pierre Ferland une œuvre majeure de la chanson québécoise.
À titre d’arrangeur il signe deux chansons de Leonard Cohen sur l’album I'm your Man. Il est également connu pour son association avec l’émission jeunesse Passe-Partout.
Il a aussi participé avec plusieurs créateurs québécois d'importance tels que Luc Plamondon, Claire Pimparé, Raoul Duguay, Monique Jutras, Renée Claude, Pierre Létourneau, Angèle Arsenault, Le Ville Émard Blues Band, Clémence DesRochers, Claude Gauthier, Nanette Workman, Tony Roman, Jean-Guy Moreau, Claude Dubois, Diane Dufresne, Franck Dervieux (Dimension M), Contraction (le groupe formé par les musiciens de l'album Dimension M à la mort de Dervieux) et plusieurs autres.
En mars 2017, il lance Robidoux Premier, album qui reprend ses grands succès. Des jeunes et moins jeunes participent à cet hommage à un grand de la musique québécoise. Pierre Lapointe (Le chat du Café des artistes), Alex Nevsky (Quand on aime on a toujours 20 ans), Bïa (Je rêve à Rio et Les enfants du diable), Catherine Major (Ce soir je fais l'amour avec toi), Ariane Moffatt (La bagomane et Le chat du Café des artistes), Pierre Flynn (Le petit roi) et Daniel Bélanger (Je ne partirai pas) participent à cet album qui comprend également trois pièces originales interprétées par Robidoux lui-même.

## Distinctions
- 5 Prix Félix entre 1982 et 2003. Intronisé au Panthéon des auteurs-compositeurs canadiens (P.A.C.C.) 2007
- Prix Grands classiques SOCAN (prix remis à des chansons ayant été jouées plus de 100 000 fois à la radio depuis leurs créations), pour Le petit Roi
- 2006 - Prix François-Cousineau